# Dilophus bakeri
Dilophus bakeri är en tvåvingeart som först beskrevs av Hardy 1951.  Dilophus bakeri ingår i släktet Dilophus och familjen hårmyggor.
Artens utbredningsområde är Filippinerna. Inga underarter finns listade i Catalogue of Life.